# 9656 Kurokawahiroki
9656 Kurokawahiroki eller 1996 DK1 är en asteroid i huvudbältet som upptäcktes den 23 februari 1996 av den japanska astronomen Takao Kobayashi vid Ōizumi-observatoriet. Den är uppkallad efter Hiroki Kurokawa.
Asteroiden har en diameter på ungefär 8 kilometer.